# Rudolf-Wissell-Brücke
Die Rudolf-Wissell-Brücke ist ein Teilstück der Bundesautobahn 100 (Stadtring Berlin). Sie wurde 1961 fertiggestellt und ist mit 932 Metern die längste Einzelbrücke im Berliner Stadtgebiet.

## Geschichte
Der Berliner Senat beschloss 1955 angesichts des zunehmenden Autoverkehrs den Bau einer Stadtautobahn zur Entlastung des Innenstadtbereichs. Der Bau der Stadtautobahn erfolgte in Nordrichtung als Verlängerung der bereits seit den 1930er Jahren bestehenden Halenseestraße mit der Untertunnelung des Rathenauplatzes sowie einer Führung der Fahrbahnen in einem Trog parallel zur Ringbahn. Die Weiterführung nach Wedding sowie Richtung des damaligen Flughafens Tegel und darüber hinaus ins Berliner Umland erforderte zur Querung der Spreeaue und der Berlin-Hamburger Bahn sowie der Berlin-Lehrter Bahn den Bau einer auf höherem Straßenniveau geführten Brücke. Die Baufirma Dywidag benutzte den im Brückenbau etablierten Spannbeton und die Technologie des Freivorbaus. Der zuerst fertiggestellte Pfeiler 9 ruht auf 153 Betonpfählen, die elf Meter tief in den morastigen Boden eingebracht wurden. Er war Ausgangspunkt für den freien Vorschub der Spannbetonhohlkästen, die insgesamt über sechs Zweifeldrahmen geführt wurden. Die Stützen in Doppel-H-Form („Doppelpfeilerscheiben“) erwiesen sich wenige Jahre nach Inbetriebnahme der Brücke als zu schwach und das Bauwerk musste durch die zusätzliche Anbringung von senkrechten Spanngliedern verstärkt werden. Die geschwungene östliche Fahrbahnbrücke war in Querrichtung ebenfalls nachträglich zu verstärken. Am nördlichen Ende der Brücke schließt das Autobahndreieck Charlottenburg mit der Verbindung zur A 111 sowie den Abfahrten Siemensdamm und Jakob-Kaiser-Platz an. Die Längenangaben zur Brücke schwanken wegen der unterschiedlichen Bezugsgrößen (Innenradius, Mitte oder Außenradius) zwischen 928 und 960 Metern, da die beiden Brückenteile eine fast 90-Grad-Krümmung bilden.
Bei der Einweihung 1961 hieß die neue Brücke zunächst Nordwestbogenbrücke, später erhielt sie ihren Namen nach dem SPD-Politiker und vormaligen Reichsarbeitsminister Rudolf Wissell.
Eine Verkehrszählung 1997 ergab mit rund 120.000 Kraftfahrzeugen pro Tag eine außerordentlich hohe Belastung, die bis zum Jahr 2005 sogar auf 220.000 Kfz gestiegen ist. 2017 betrug sie 180.000 Fahrzeuge pro Tag. Im Jahr 2005 führten Brückenbauspezialisten im Auftrag der Senatsverwaltung für Stadtentwicklung gründliche Materialuntersuchungen durch, um die Stand- und damit Verkehrssicherheit festzustellen. Die entnommenen Bohrkerne und die direkten Messungen an verschiedenen Punkten der Brücke zeigten, dass zur Vermeidung eines Abrisses eine umfangreiche Grundinstandsetzung erforderlich ist. Die voraussichtlichen Sanierungskosten betragen elf Millionen Euro. Nach weiteren wirtschaftlichen und technischen Untersuchungen wurde beschlossen, dass diese Brücke komplett erneuert werden soll. Der Bund trägt die entstehenden Kosten.

## Neubau
Im Januar 2017 wurde zur Planung des Ersatzneubaues von der Deutschen Einheit Fernstraßenplanungs- und -bau GmbH (DEGES) im Auftrag des Berliner Senats europaweit ein Ideenwettbewerb ausgeschrieben. Der Neubau gestaltet sich besonders schwierig, weil die Brücke aufgrund ihrer besonderen Bauweise nicht teilabgerissen werden kann (z. B. wie sonst oft üblich jeweils nur eine Richtungsfahrbahn). Darüber hinaus machen die sehr enge Innenstadtlage, die Nähe der Schleuse Charlottenburg, eine Hochspannungsleitung sowie Gleise der Deutschen Bahn für den Fern- und Nahverkehr den Neubau zusätzlich kompliziert. Die DEGES und die zuständige Senatsverwaltung führten im Jahr 2017 einen Wettbewerb für den Neubau mit dem Hauptkriterium geringstmöglicher Einschränkungen für den laufenden Verkehr durch. Im Mai 2018 wurde der Öffentlichkeit der Siegerentwurf des Ingenieurbüros Leonhardt, Andrä und Partner vorgestellt (das bereits die neue Reichstagskuppel und das Tragwerk des Reichstags konstruiert hatte). Die Pläne sehen vor, dass zuerst eine neue Brückenkonstruktion östlich der bisherigen Brücke errichtet wird. Diese wird 17,50 Meter breit sein und während der zweiten Bauphase den gesamten bisherigen Verkehr in beiden Richtungen aufnehmen. Danach wird in einem Abstand von 60 Metern anstelle des bisherigen Tragwerks ein zweiter Brückenüberbau entstehen, der in kleinen Schritten zugleich den Abriss der maroden Brückenteile als auch den Neubau ermöglichen soll: Große Stahl-Hohlkörper werden auf die alte Konstruktion gelegt, die mit Hilfsstützen stabilisiert wird. Unter der Trägerkonstruktion werden die alten Brückenelemente zerteilt und abtransportiert. Wenn alles abgetragen ist, entstehen neue Brückenpfeiler und die Stahlkonstruktion wird auf deren (geringere) Höhe abgesenkt. Beton und Asphalt komplettieren dann das zweite Tragwerk der künftig zweiteiligen Brücke. Ein Umbau des Autobahndreiecks Charlottenburg vervollständigt die Anpassung an die Verkehrserfordernisse der 2020er Jahre. Die geschätzten Baukosten betragen 200 Millionen Euro. Im Jahr 2022 wurde angekündigt, dass der Neubau frühestens 2024 beginnen soll und das gesamte Bauwerk frühestens 2031 fertiggestellt werden soll. 2023 wurde angekündigt, dass der Bau 2025 beginnen soll und sich die Baukosten auf ca. 270 Millionen Euro belaufen.